# Lasówki
Lasówki is een dorp in de Poolse woiwodschap Groot-Polen. De plaats maakt deel uit van de gemeente Grodzisk Wielkopolski.

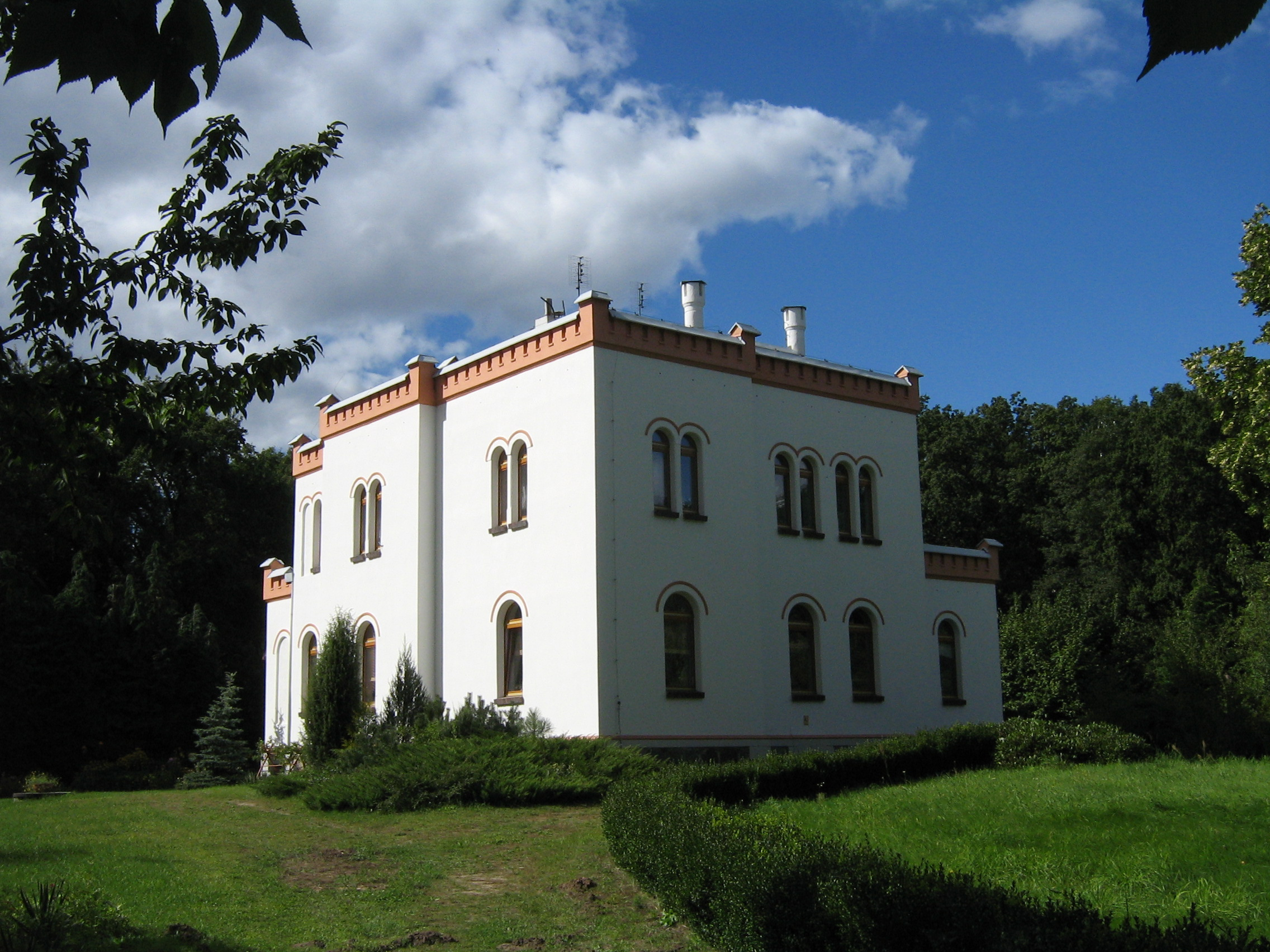
Landhuis in Lasówki